# Greatest Hits (album Run-D.M.C.)
Greatest Hits – album kompilacyjny amerykańskiego zespołu hip-hopowego Run-D.M.C. Zawiera największe przeboje grupy.

## Lista utworów
1. „King of Rock”
2. „It’s Tricky”
3. „Beats to the Rhyme”
4. „Can You Rock It Like This”
5. „Walk This Way” (feat. Aerosmith)
6. „Run’s House”
7. „Rock Box”
8. „Peter Piper”
9. „Mary, Mary”
10. „Hard Times”
11. „You Be Illin'”
12. „It’s Like That”
13. „My Adidas”
14. „Sucker M.C.'s (Krush-Groove 1)”
15. „You Talk Too Much”
16. „Jam-Master Jay”
17. „Down with the King” (feat. Pete Rock & CL Smooth)
18. „Christmas in Hollis”

## Reedycja z 2003 roku
1. „It’s Like That” (feat. Jason Nevins)
2. „Walk This Way” (feat. Aerosmith)
3. „Sucker MC’s”
4. „My Adidas”
5. „King of Rock”
6. „It’s Tricky”
7. „Can You Rock It Like This”
8. „You Be Illin'”
9. „Rock Box”
10. „Run’s House”
11. „Peter Piper”
12. „Bounce”
13. „Beats to the Rhyme”
14. „Jam Master Jay”
15. „Hard Times”
16. „Down with the King”
17. „Mary Mary”
18. „What’s It All About”
19. „It’s Tricky 2003” (feat. Jacknife Lee)